# Ричард Форд (английски писател)
Ричард Форд (на английски: Richard Ford) е английски писател на произведения в жанра научна фантастика и епично фентъзи.

## Биография и творчество
Ричард Форд е роден на 14 май 1974 г. в Лийдс, Англия.
В периода 2004 – 2009 г. работи по разработката на лицензирани видео игри в компанията „Mongoose Publishing“, вкл. по „Babylon 5“, „Conan“, „Starship Troopers“ и „Judge Dredd“.
През 2011 г. е издаден дебютният му фантастичен роман „Kultus“. Романът е добре приет от критиката и той се посвещава на писателската си кариера.
През 2013 г. е издаден първият му роман „Вестителят на бурята“ от епичната фентъзи поредица „Стийлхейвън“. Свободният пристанищен град Стийлхейвън се управлява от цар Кайл Унитер, но зловещия военачалник Елхарим Амон Тюга крои свои планове заедно с подземния свят на града и ужасната забравена тъмна магия.
Ричард Форд живее в Уилтшър.

## Произведения

### Серия „Тадеус Блеклок“ (Thaddeus Blaklok)
1. Kultus (2011)
2. The Eviscerators (2011) – разказ

### Серия „Стийлхейвън“ (Steelhaven)
1. Herald of the Storm (2013)
Вестителят на бурята, изд.: „Студио Арт Лайн“, София (2015), прев. Боряна Даракчиева
2. The Shattered Crown (2014)
Разбитата корона, изд.: „Студио Арт Лайн“, София (2018), прев. Боряна Даракчиева
3. Lord of Ashes (2015)
Господарят на пепелищата, изд.: „Студио Арт Лайн“, София (2021), прев. Боряна Даракчиева

### Серия „War of the Archons“
1. A Demon in Silver (2018)
2. Hangman's Gate (2019)
3. The Spear of Malica (2021)

### Серия „The Age of Uprising“
1. Engines of Empire (2022)
2. Engines of Chaos (2023)

### Разкази
- Dead Gods (2009)
- The Halfwyrd's Burden (2015)